# Avusy
Avusy là một đô thị thuộc bang Geneva ở Thụy Sĩ.

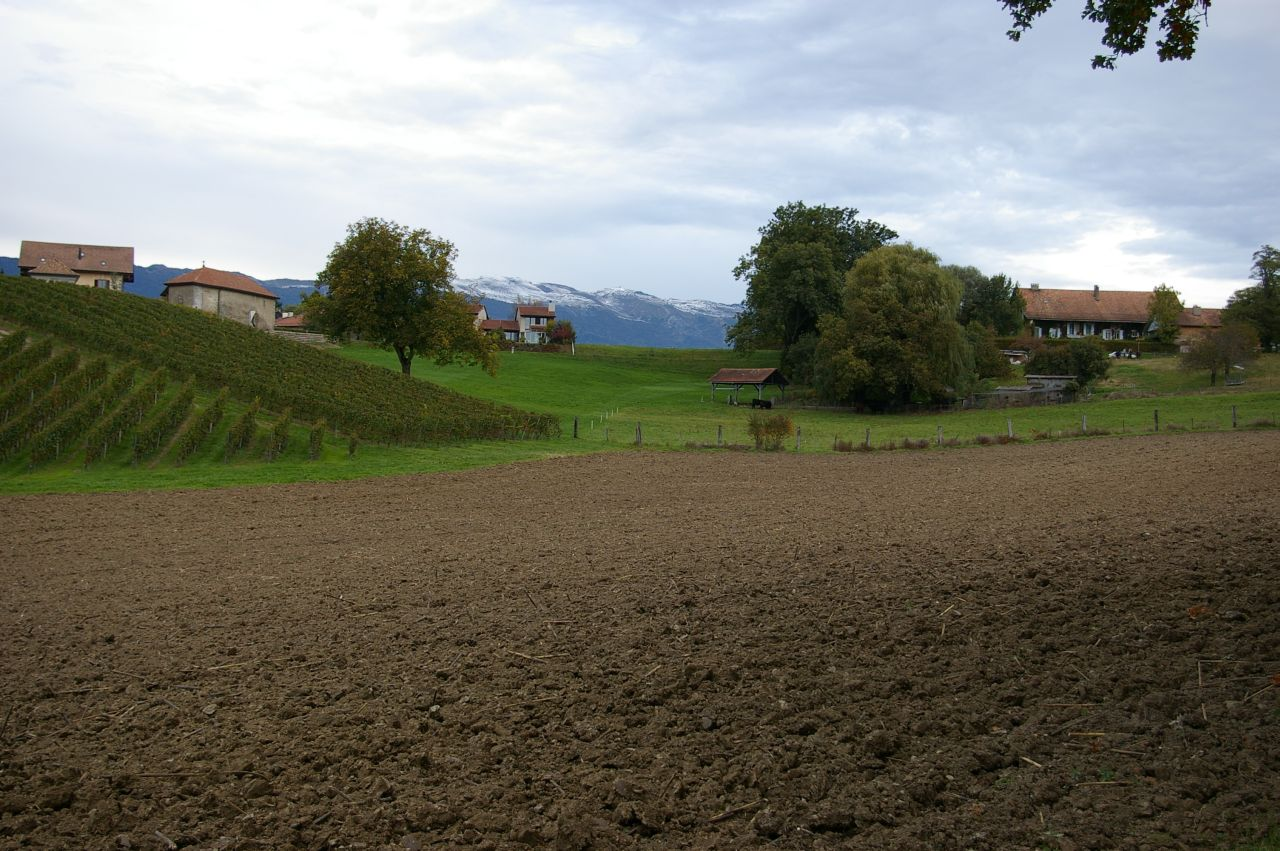
Avusy